# Киро Королов
Кирил (Киро) Янакиев (Накев) Королов е български просветен деец и революционер, войвода на Вътрешната македоно-одринска революционна организация.

## Биография
Киро Королов е роден около 1866 година в костурското село Горно Дреновени, тогава в Османската империя, тъй като при екзархийското преброяване от 1906 - 1907 година е 40-годишен. Принадлежи към виден дреновченски род - трети братовчед е на Лазо Королов. Баща му Наки Г. Королов на 73 година по време на Илинденско-Преображенското въстание. Киро Королов става български учител в Горно Дреновени. Същевременно развива революционна дейност и оглавява местната селска чета на ВМОРО. Заедно с другия учител в Дреновени Илия Григоров, след смъртта на Пандо Кляшев в 1907 година пише песента „Траур, траур, народе“: Tраур, траур, народе / Тежки неволи и мъки /В Дреновските гъсти осои / Кляшев войвода / Гордо викаше: / „Дръще се момци / Кръв ще се лее зарад свобода / Той що ни нази продаде / Той скъпо ще плати“. / Борба се почна, борба юнашка / Турците викат „Алах, алах“ / Комити викат „Ура, ура / Смърт на тирана!“
След Балканските войни, Киро Королов бяга в Свободна България и се установява във Варна. Синът му Наке Королов е деец на Вътрешната македонска революцинна организация и в 1934 година подпомага бягството на Иван Михайлов от страната.